# سوزان كيسلر
سوزان كيسلر (بالإيطالية: Susanne Kessler)‏ هي رسامة إيطالية، ولدت في 1955 في فوبرتال في ألمانيا.